# Eleições parlamentares europeias de 1989 (Grécia)
As eleições parlamentares europeias de 1989 na Grécia foram realizadas a 15 de junho para eleger os 24 assentos do país para o Parlamento Europeu.

## Resultados Nacionais
| Partido                 | Partido                           | Votos     | %               | +/-   | Deputados | +/-   |
| ----------------------- | --------------------------------- | --------- | --------------- | ----- | --------- | ----- |
|                         | Nova Democracia                   | 2 647 215 | 40,41 / 100,00  | 2,36  | 10 / 24   | 1     |
|                         | Movimento Socialista Pan-helénico | 2 352 271 | 35,96 / 100,00  | 5,62  | 9 / 24    | 1     |
|                         | Synaspismos                       | 936 175   | 14,31 / 100,00  | Novo  | 4 / 24    | Novo  |
|                         | Renovação Democrática             | 89 469    | 1,36 / 100,00   | Novo  | 1 / 24    | Novo  |
|                         | União Política Nacional           | 75 877    | 1,16 / 100,00   | 1,13  | 0 / 24    | 1     |
|                         | Ecologistas Alternativos          | 72 369    | 1,11 / 100,00   | Novo  | 0 / 24    | Novo  |
|                         | Movimento Democrático Ecológico   | 67 998    | 1,04 / 100,00   | Novo  | 0 / 24    | Novo  |
|                         | Outros                            | 303 295   | 4,37 / 100,00   |       | 0 / 24    |       |
| Votos Inválidos         | Votos Inválidos                   | 104 299   | 1,56 / 100,00   | 0,63  |           |       |
| Total                   | Total                             | 6 668 113 | 100,00 / 100,00 |       | 24 / 24   |       |
| Eleitorado/Participação | Eleitorado/Participação           | 8 347 387 | 79,88 / 100,00  | 2,71  |           |       |
| Fonte                   | Fonte                             | [ 1 ]     | [ 1 ]           | [ 1 ] | [ 1 ]     | [ 1 ] |